# Matza

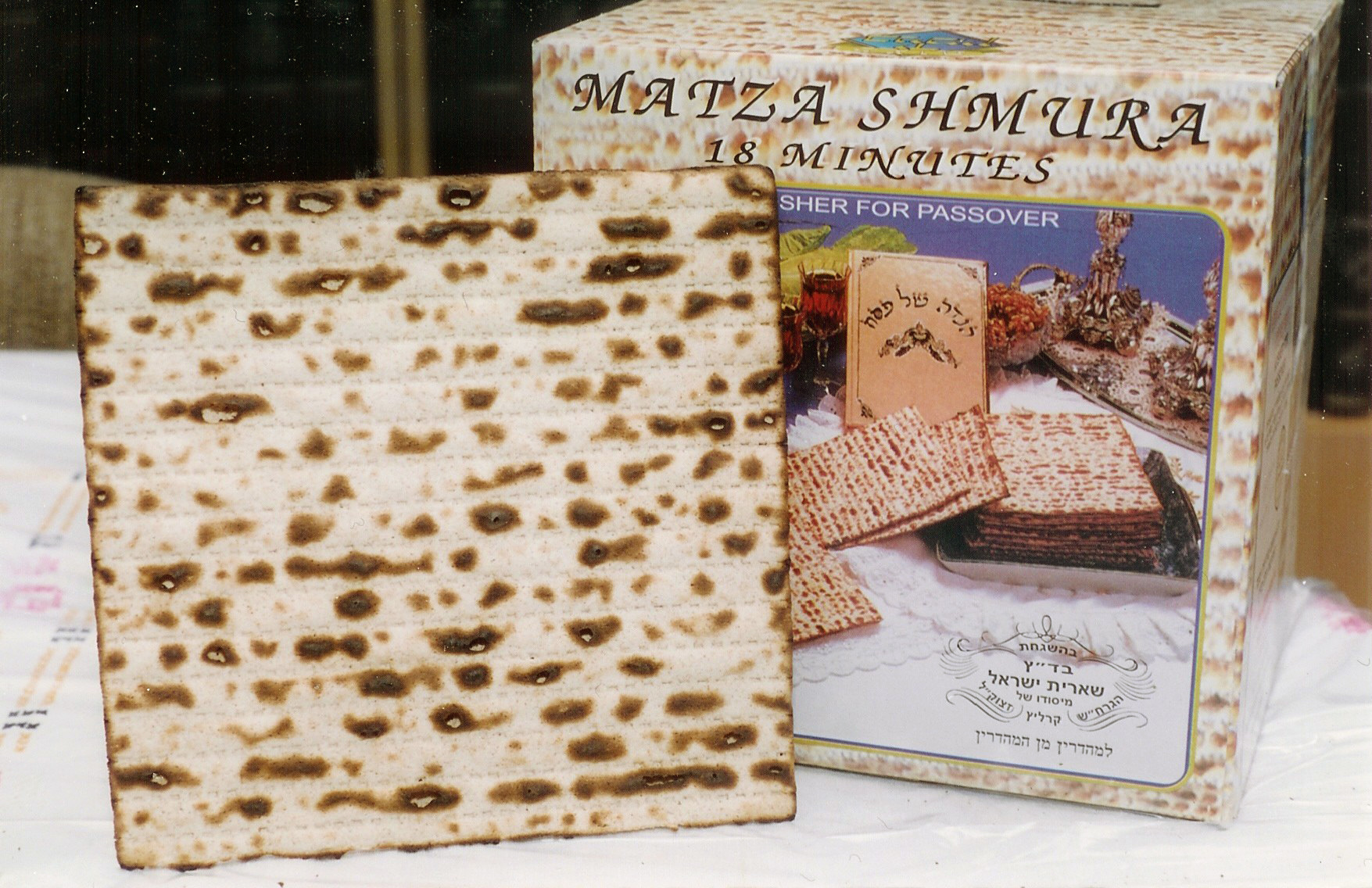
Matza.

Matza (hebreiska: מצה) är det osyrade (ojästa) bröd som judar äter under pesachhögtiden. Brödet liknar svenskt tunnbröd.
Ursprungligen var brödet troligen bakat av korn, men numera bakas det av vetemjöl och vatten som enda ingredienser. Det äts vid pesach som minne av att israeliterna vid uttåget ur Egypten hade en sådan brådska att man inte hade tid att låta surdegen mogna.